# Горун (Њамц)
Горун (рум. Gorun) насеље је у Румунији у округу Њамц у општини Оничени. Oпштина се налази на надморској висини од 326 m.

## Становништво
Према подацима из 2002. године у насељу је живело 279 становника, од којих су сви румунске националности.